# Бабак Григорій Іларіонович
Григорій Іларіонович Бабак (нар. 1902, село Васильківка Катеринославської губернії, тепер Васильківського району Дніпропетровської області — 1973, місто Бердянськ Запорізької області) — український радянський партійний діяч, 2-й секретар Ворошиловградського обкому КП(б)У, голова Бердянського міськвиконкому Запорізької області.

## Біографія
Народився в родині селянина-бідняка. Трудову діяльність розпочав у 1917 році учнем кравця.
З 1920 року навчався на Бердянських педагогічних курсах, потім у Бердянському педагогічному технікумі. Після закінчення технікуму перебував на педагогічній роботі.
Член ВКП(б) з 1927 року.
З 1930 року — на партійній роботі в Павлоградському районному комітеті КП(б)У Дніпропетровської області.
7 травня — червень 1938 року — в.о. 2-го секретаря Старобільського окружного комітету КП(б)У Донецької області.
Під час німецько-радянської війни працював відповідальним організатором організаційно-інструкторського відділу ЦК КП(б)У (до жовтня 1946 (фактично січня 1947) року).
У жовтні 1946 (затверджений в січні 1947) — лютому 1951 року — 2-й секретар Ворошиловградського обласного комітету КП(б)У.
З лютого 1951 року — начальник політичного відділу будівельно-монтажного управління № 2 «Укрводбуду» в Запорізькій області.
У березні 1955 — 1958 року — голова виконавчого комітету Бердянської міської ради депутатів трудящих Запорізької області.
Потім — на пенсії в місті Бердянську.

## Нагороди
- орден Трудового Червоного Прапора (1.01.1948)
- медалі